# 머큐리 시티 타워
머큐리 시티 타워(영어: Mercury City Tower)는 러시아 모스크바 모스크바 국제 비즈니스 센터 플룻 14에 위치하고 있는 마천루이다.

## 갤러리

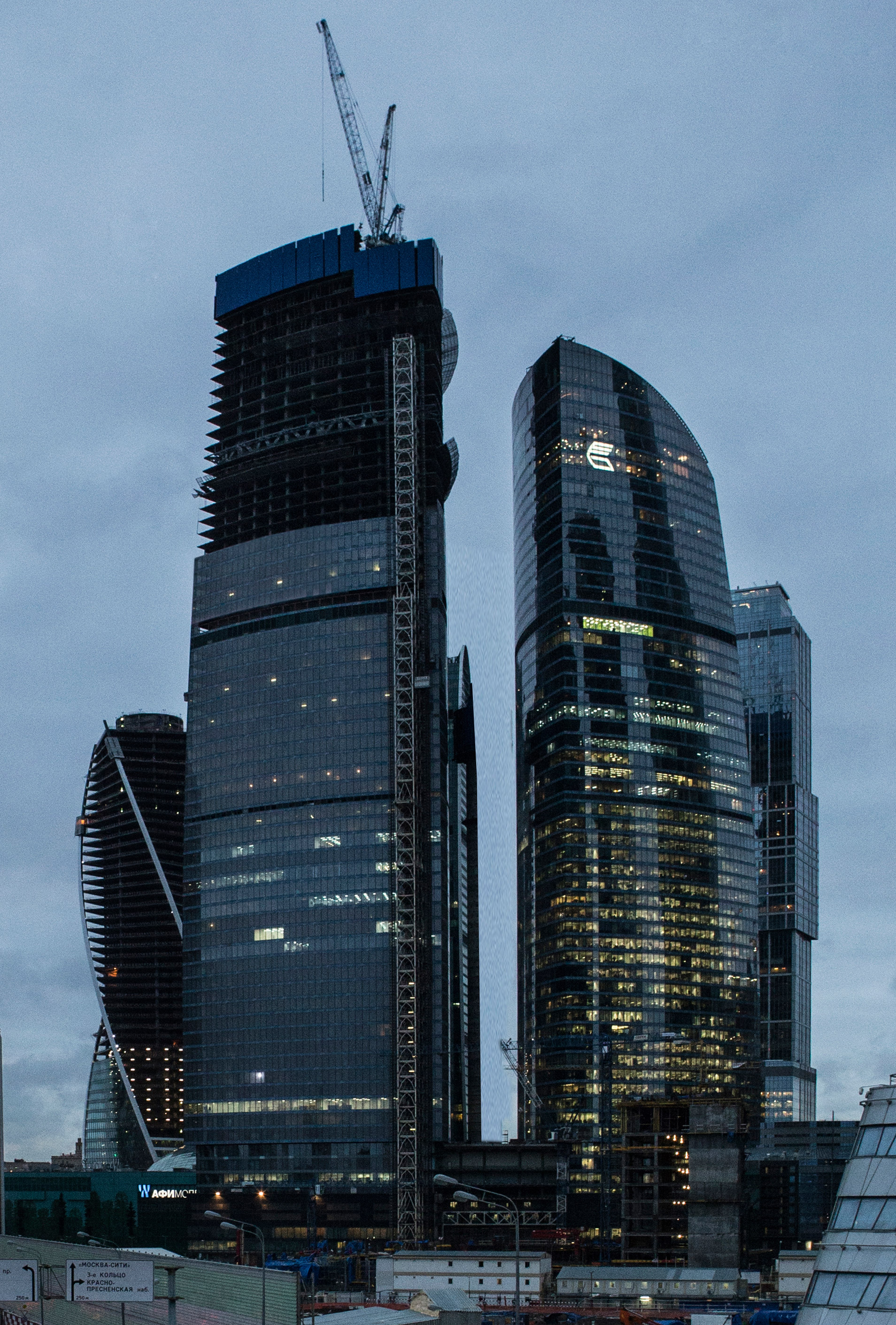
건설중인 페더레이션 타워
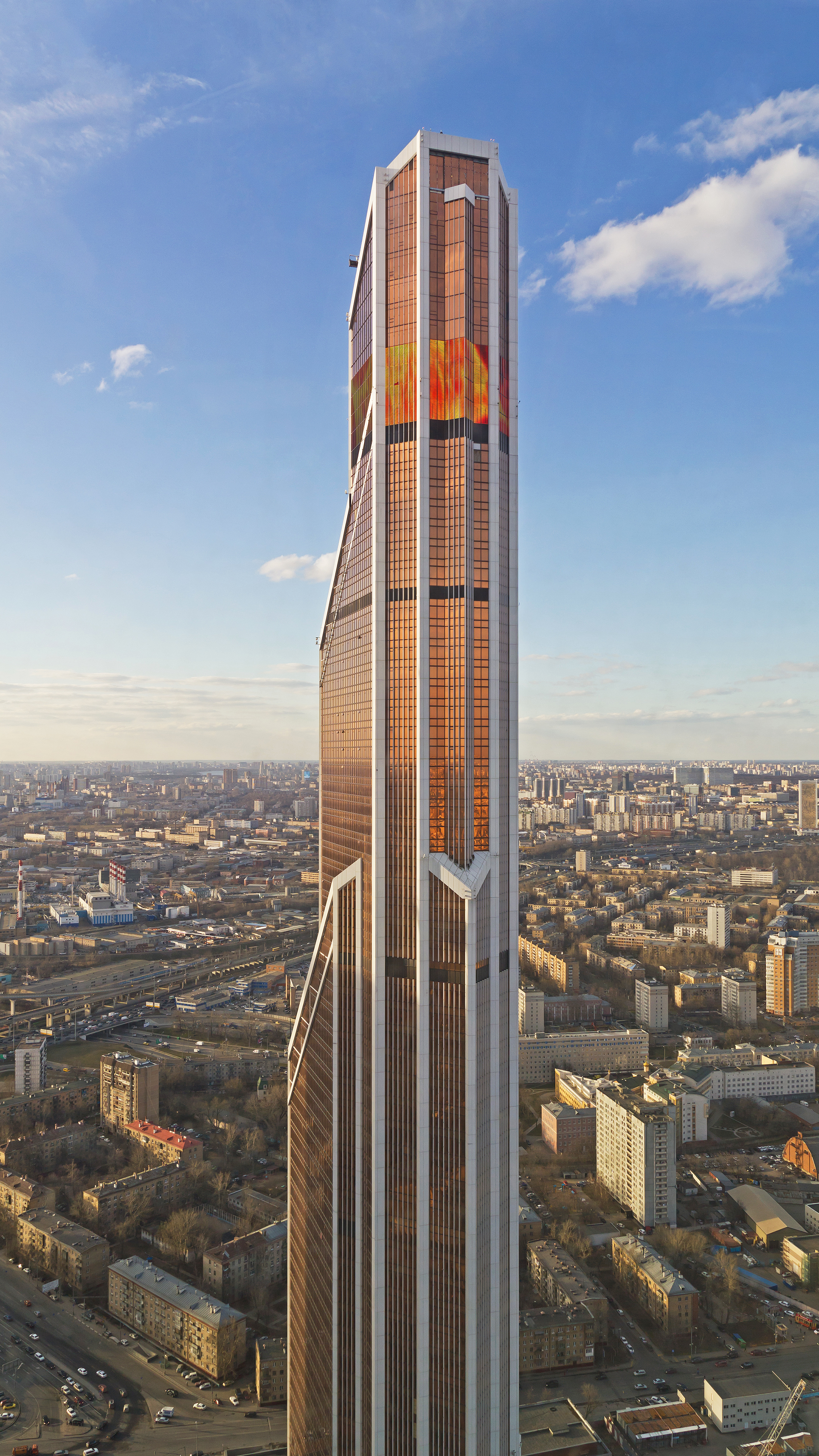
2014년 촬영

## 같이 보기
- 마천루 목록
- 유럽의 마천루 목록
- 러시아의 마천루 목록